# 楊恂
楊恂（1557年—？），字以純，一字伯纯，號敬吾，山西振武衛人，軍籍，明朝政治人物。

## 生平
萬曆七年己卯科山西鄉試第五十一名，萬曆十一年（1583年）癸未科會試第三百三十名，登三甲第七名進士。刑部觀政，本年授行人，十六年三月选授刑科给事中，十九年三月进刑科右，丁憂。二十二年補吏科右，三月升吏科左，四月升户科都给事中。曾上节材四议，次年三月论首辅赵志皋不可不去位，并论及张位，违万历帝意，被降职，调外任为陕西按察司经历。托病辞官归。卒。

## 家族
曾祖楊能；祖父楊彪；父楊繼美，曾任壽官。母郭氏。重庆下。弟杨恒。

## 延伸阅读
[在维基数据编辑]
 《明史卷二百三十》，出自《明史》